# Michał (Aniszczenko)
Michał, imię świeckie Mychajło Aniszczenko (ur. 18 września 1976 w Chabarowsku) – ukraiński biskup prawosławny, zwierzchnik stauropigii Patriarchatu Konstantynopolitańskiego na Ukrainie, patriarszy egzarcha Kijowa.

## Życiorys
Jest synem wojskowego, pochodzącego z Wołynia. Po powrocie na ojcowiznę rodzina zamieszkała w Łucku.
W 1994 r. wstąpił do Wołyńskiego Seminarium Duchownego Ukraińskiego Kościoła Prawosławnego Patriarchatu Moskiewskiego, które ukończył po czterech latach. W marcu 1997 r. otrzymał z rąk arcybiskupa łuckiego i wołyńskiego Nifonta święcenia diakońskie, a w grudniu tego samego roku – kapłańskie. Również w 1997 r. został postrzyżony w riasofor z imieniem Michał, ku czci św. Michała, pierwszego metropolity kijowskiego.
Po ukończeniu seminarium pełnił przez dziewięć lat posługę w soborze Wszystkich Świętych Ziemi Wołyńskiej w Łucku. W tym czasie studiował korespondencyjnie na Prawosławnym Uniwersytecie Humanistycznym św. Tichona w Moskwie. Był też wykładowcą oraz sekretarzem Rady Naukowej Wołyńskiego Seminarium Duchownego.
W 2007 r. został skierowany przez metropolitę kijowskiego i całej Ukrainy Włodzimierza na studia na Uniwersytecie Ateńskim, które ukończył w 2012 r. Następnie przez kilka lat studiował teologię i prawo kościelne w Instytucie Wyższych Studiów Teologicznych przy Prawosławnym Centrum Patriarchatu Konstantynopolitańskiego w Chambésy oraz na uniwersytetach w Genewie i we Fryburgu.
W latach 2011–2019 był proboszczem parafii św. Alipiusza Słupnika w Antalyi. W 2013 r. otrzymał z rąk patriarchy konstantynopolitańskiego Bartłomieja godność archimandryty.
W styczniu 2019 r. postanowieniem Świętego Synodu, został mianowany zwierzchnikiem stauropigii Patriarchatu Konstantynopolitańskiego na Ukrainie i patriarszym egzarchą Kijowa. Uroczyste wprowadzenie na urząd miało miejsce 2 lutego tego samego roku w cerkwi św. Andrzeja w Kijowie; ceremonii przewodniczył metropolita gallski Emanuel w asyście przełożonego Klasztoru Ksenofonta archimandryty Aleksego i innych mnichów ze Świętej Góry Athos.
6 października 2020 r. archimandryta Michał otrzymał nominację na biskupa komańskiego. Chirotonii, która odbyła się 8 listopada tego samego roku w cerkwi Świętych Archaniołów w Stambule, przewodniczył patriarcha konstantynopolitański Bartłomiej; współkonsekratorami byli m.in. dwaj hierarchowie z Kościoła Prawosławnego Ukrainy.
Włada językami ukraińskim, rosyjskim, greckim, tureckim, angielskim i francuskim.